# Václav Svěrkoš
Václav Svěrkoš, född 1 november 1983 är en tjeckisk före detta fotbollsspelare. Han spelade senast i FC Baník Ostrava.
Han gjorde det första målet i Europamästerskapet i fotboll 2008.